# Torture Squad
I Torture Squad sono una band thrash/death metal brasiliana nata nel 1990.

## Formazione

### Formazione attuale
- Mayara Puertas (2015–present) - voce
- Amílcar Christófaro (1993–present) - batteria
- Castor (1993–present) - basso
- Rene Simionato (2015–present) - chitarra

### Ex componenti
- Mauricio Nogueira - chitarra
- Cristiano Fusco - chitarra
- Marcelo Fusco - batteria
- Marcelo Dirceu - basso, voce
- Fúlvio Pelli - chitarra

## Discografia
- 1993 - A Soul In Hell demo
- 1998 - Shivering
- 1999 - Asylum of Shadows
- 2001 - The Unholy Spell
- 2003 - Pandemonium
- 2004 - Death, Chaos and Torture Alive live album/DVD
- 2008 - Hellbound
- 2010 - Aequilibrium

### Singoli
- 2006 - Chaos Corporation